# Área metropolitana de Rapid City
El Área Estadística Metropolitana de Rapid City, SD MSA, como la denomina oficialmente la Oficina de Administración y Presupuesto, es un Área Estadística Metropolitana centrada en la ciudad de Rapid City, en el estado estadounidense de Dakota del Sur. Tiene una población de 126.382 habitantes según el Censo de 2010, convirtiéndola en la 303.º área metropolitana más poblada de los Estados Unidos.

## Composición
Los 2 condados que componen el área metropolitana y su población según los resultados del censo 2010:
- Meade– 25.434 habitantes
- Pennington– 100.948 habitantes

## Principales comunidades del área metropolitana
Ciudad principal o núcleo
- Rapid City

Comunidades con 1.000 a 10.000 habitantes
- Blackhawk
- Box Elder
- Colonial Pine Hills
- Rapid Valley
- Sturgis
- Summerset

Comunidades con 500 a 1.000 habitantes
- Ashland Heights
- Green Valley
- Hill City
- New Underwood
- Wall

Comunidades con menos de 500 habitantes
- Faith
- Keystone
- Quinn
- Wasta